# Apostolos Christou
Apostolos Christou (em grego:  Απόστολος Χρήστου; Atenas, 1 de novembro de 1996) é um nadador grego.

## Carreira
Christou começou a nadar aos 7 anos, mas diz que só mais tarde se interessou pela natação como esporte competitivo. Em 2013 ele conquistou o ouro nos 100 metros costas no Campeonato Mundial Júnior em Dubai.
Em 2016, Christou participou pela primeira vez dos Jogos Olímpicos de Verão. Ele ficou em 18º nos 100 metros costas com 54,12 segundos e 24º nos 200 metros costas com 1m59,78 minutos. Ele também participou do revezamento 4 x 100 metros medley, no Rio, onde a seleção grega ficou em 15º lugar. Ele conseguiu conquistar o 10º lugar junto com seus companheiros na competição de revezamento 4 x 100 metros livre. Recebeu cinco medalhas nos Jogos do Mediterrâneo 2018 em Terragona: ouro nos 100 metros costas e no revezamento 4 x 100 metros medley, prata no revezamento 4 x 100 metros livre e bronze nos 200 metros e 50 metros costas.
Nos Jogos Olímpicos de Verão de 2020, que só aconteceram em 2021 devido à pandemia de Covid-19, Christou competiu na competição dos 100 metros costas e terminou em décimo primeiro com 53,41 segundos. Ele já havia conquistado a medalha de bronze no Campeonato Europeu em Budapeste com 52,97 segundos. Em 2022 sagrou-se campeão grego com 53,60 segundos nos 100 metros costas.
No Campeonato Mundial de Natação de 2022, ele estabeleceu um novo recorde grego nos 100 metros costas nas semifinais com 52,09 segundos. Ele então alcançou o 5º lugar nos 50 e 100 metros. No mesmo ano conquistou a medalha de ouro nos 50 metros costas e a medalha de prata nos 100 metros no Campeonato Europeu.
Em 2024, Christou conquistou a medalha de bronze nos 100 metros costas no Campeonato Mundial de Natação em Doha ao terminar a competição com 53,56 segundos. Com o revezamento grego 4 x 100 metros alcançou a 6ª colocação com 3m13s67 minutos. Em maio do mesmo ano quebrou o recorde grego nos 200m costas com o novo melhor tempo de 1m56s34 para o campeonato grego de natação e. ganhou ouro. Em junho de 2024, Christou participou do Campeonato Europeu de Natação com grande sucesso e conquistou o ouro nos 50 metros e 100 metros costas. Ele também terminou em terceiro como membro da equipe grega de revezamento 4 x 100 metros livre.
Christou se classificou desde o início para participar dos Jogos Olímpicos de Verão de 2024 em Paris, quando nadou 53,22 segundos nos 100 metros costas na prova internacional de natação da Acrópole, mais rápido que o tempo mínimo de 53,74 segundos estabelecido pela associação mundial de natação World Aquatics.